# Albin 23
Albin 23, motorbåtsmodell, byggd mellan 1978 och 1981 i Kristinehamn av Albin Marin. Den är 7 meter (23 fot) lång, 2,70 bred med ett djupgående på 70 cm. Framdrivningen sker med hjälp av en Volvo Penta MD 17C, vilken ger båten en marschfart på 6-7 knop. Konstruktör var Per Brohäll och båten är mest känd för att var rymlig.